# Diane Martel
Pour les articles homonymes, voir Martel.
Diane Martel est une réalisatrice américaine. Spécialisée dans les clips musicaux, elle a notamment réalisé plusieurs vidéos pour les chanteuses Beyoncé, Jennifer Hudson Mariah Carey, Christina Aguilera, Miley Cyrus et Alicia Keys. L'un de ses clips les plus célèbres est celui de Blurred Lines de Robin Thicke (qui existe en deux versions) en 2013.
Elle a également réalisé quelques documentaires et créé la chorégraphie de certaines productions.
Elle est la nièce de Joseph Papp.

## Filmographie

### Comme réalisatrice

#### Clips
| Année | Titre                                                               | Artiste                            |
| ----- | ------------------------------------------------------------------- | ---------------------------------- |
| 1992  | Throw Ya Gunz                                                       | Onyx                               |
| 1993  | Crewz Pop                                                           | Da Youngsta's                      |
| 1993  | Chief Rocka                                                         | Lords of the Underground           |
| 1993  | Dreamlover                                                          | Mariah Carey                       |
| 1994  | All I Want for Christmas Is You                                     | Mariah Carey                       |
| 1994  | Miss You Most (At Christmas Time)                                   | Mariah Carey                       |
| 1994  | What I'm After                                                      | Lords of the Underground           |
| 1994  | Mass Appeal                                                         | Gang Starr                         |
| 1994  | Mad Props                                                           | Da Youngsta's                      |
| 1994  | The Most Beautifullest Thing in This World                          | Keith Murray                       |
| 1994  | Bring the Pain                                                      | Method Man                         |
| 1995  | The Riddler                                                         | Method Man                         |
| 1995  | Live Niguz                                                          | Onyx                               |
| 1995  | Brooklyn Zoo                                                        | Ol' Dirty Bastard                  |
| 1995  | How High                                                            | Method Man & Redman                |
| 1995  | I'll Be There for You/You're All I Need to Get By                   | Method Man featuring Mary J. Blige |
| 1996  | I am L.V.                                                           | L. V.                              |
|       | Funkorama                                                           | Redman                             |
| 1998  | Breakdown                                                           | Mariah Carey                       |
| 1998  | The Worst                                                           | Onyx                               |
| 1998  | The Roof (Back in Time)                                             | Mariah Carey                       |
| 1998  | My All                                                              | Mariah Carey                       |
| 1999  | G'd Up                                                              | Tha Eastsidaz                      |
| 1999  | Heartbreaker (Remix)                                                | Mariah Carey                       |
| 1999  | Genie in a Bottle                                                   | Christina Aguilera                 |
| 1999  | What a Girl Wants                                                   | Christina Aguilera                 |
| 1999  | Another Love Song                                                   | Insane Clown Posse                 |
| 1999  | Angel Of Mine                                                       | Monica                             |
| 2000  | Case Of The Ex (Whatcha Gonna Do)                                   | Mya                                |
| 2001  | Lapdance                                                            | N.E.R.D.                           |
| 2001  | Get Away                                                            | Mobb Deep                          |
| 2002  | Rock Star                                                           | N.E.R.D.                           |
| 2002  | From tha Chuuuch to da Palace                                       | Snoop Dogg                         |
| 2002  | Like I Love You                                                     | Justin Timberlake                  |
| 2002  | Fallen Star                                                         | LaToiya Williams                   |
| 2003  | Stuck                                                               | Stacie Orrico                      |
| 2003  | Dance with my Father Again                                          | Luther Vandross                    |
| 2004  | If I Ain't Got You                                                  | Alicia Keys                        |
| 2004  | Nobody's Home                                                       | Avril Lavigne                      |
| 2004  | Welcome To My Truth                                                 | Anastacia                          |
| 2004  | I Could Be the One                                                  | Stacie Orrico                      |
| 2005  | U Already Know                                                      | 112                                |
| 2005  | Hold You Down                                                       | Jennifer Lopez                     |
| 2005  | L.O.V.E.                                                            | Ashlee Simpson                     |
| 2005  | Fearless                                                            | The Bravery                        |
| 2005  | Do You Want To                                                      | Franz Ferdinand                    |
| 2006  | Listen                                                              | Beyoncé                            |
| 2006  | Tu Amor                                                             | RBD                                |
| 2006  | I'm Not Missing You                                                 | Stacie Orrico                      |
| 2006  | She Moves In Her Own Way                                            | The Kooks                          |
| 2006  | Ride a White Horse                                                  | Goldfrapp                          |
| 2007  | Conquest                                                            | The White Stripes                  |
| 2007  | Read My Mind                                                        | The Killers                        |
| 2007  | For Reasons Unknown                                                 | The Killers                        |
| 2007  | Like You'll Never See Me Again                                      | Alicia Keys                        |
| 2008  | Who's That Girl                                                     | Robyn                              |
| 2008  | Everyone Nose (All The Girls Standing In The Line For The Bathroom) | N.E.R.D.                           |
| 2009  | If This Isn't Love                                                  | Jennifer Hudson                    |
| 2009  | Want                                                                | Natalie Imbruglia                  |
| 2009  | 3                                                                   | Britney Spears                     |
| 2009  | Boys and Girls                                                      | Pixie Lott                         |
| 2010  | Right Thru Me                                                       | Nicki Minaj                        |
| 2010  | Whataya Want From Me                                                | Adam Lambert                       |
| 2010  | Missing                                                             | Flyleaf                            |
| 2011  | Until It's Gone                                                     | Monica                             |
| 2011  | 25/8                                                                | Mary J. Blige                      |
| 2011  | Best Thing I Never Had                                              | Beyoncé                            |
| 2012  | Brand New Me                                                        | Alicia Keys                        |
| 2013  | Blurred Lines (deux versions différentes du clip)                   | Robin Thicke                       |
| 2013  | Give It 2 U                                                         | Robin Thicke                       |
| 2013  | Just Give Me A Reason                                               | Pink                               |
| 2013  | The Learning (Burn)                                                 | Mobb Deep                          |
| 2013  | We Can't Stop                                                       | Miley Cyrus                        |
| 2013  | Evil Eye                                                            | Franz Ferdinand                    |
| 2014  | Pills N Potions                                                     | Nicki Minaj                        |
| 2015  | Ba$$in                                                              | YELLE                              |
| 2015  | Lick My Lips                                                        | Katharine McPhee                   |
| 2015  | Love Me                                                             | The 1975                           |
| 2015  | BB Talk                                                             | Miley Cyrus                        |
| 2016  | After the Afterparty                                                | Charli XCX                         |
| 2017  | Old School                                                          | Urban Cone                         |
| 2017  | Malibu                                                              | Miley Cyrus                        |
| 2017  | Younger Now                                                         | Miley Cyrus                        |
| 2017  | Alien                                                               | Coldplay                           |
| 2018  | Close To Me                                                         | Ellie Goulding                     |
| 2018  | Feel The Love Go                                                    | Franz Ferdinand                    |
| 2018  | Give Yourself A Try                                                 | The 1975                           |

#### Documentaires
- 1990 : House of Tres (court métrage documentaire sur le voguing)
- 1992 : Reckin' Shop: Live From Brooklyn (court métrage documentaire sur des danseurs de hip-hop à Brooklyn)

#### Autre
- 2015 : Bangerz Tour (en collaboration avec Russell Thomas (en))

### Comme chorégraphe
- 1989 : Il était une fois Broadway (long métrage) de Howard Brookner
- 1991 : Shiny Happy People (clip de la chanson de R.E.M.) de Katherine Dieckmann
- 1993 : Graine de star (long métrage) de James Lapine

## Distinction
- Soul Train Music Awards 2013 : nomination pour le clip vidéo de l'année pour Blurred Lines de Robin Thicke[2]